# Icilio Petrone
Icilio Petrone (Montecorvino Rovella, 3 maggio 1902 – Roma, 1972) è stato un giornalista e scrittore italiano.

## Biografia
Giornalista e scrittore, studioso di sindacalismo, prese parte all'esperienza dell'Universale di Berto Ricci. Nel gennaio 1933 fu tra i firmatari del Manifesto realista, redatto da Ricci, che delineava il programma "universalista" e "rivoluzionario" de L'Universale.
Antiborghese, fascista di sinistra, contribuì al volume collettivo Processo alla borghesia, con Edgardo Sulis, Berto Ricci, Roberto Pavese, Diano Brocchi.
Collaborò a riviste e giornali italiani e stranieri, tra i quali il Giornale di Genova, il Giornale d'Italia, Il Resto del Carlino, Epoca. Pubblicò, tra l'altro, il romanzo L'amore dei giganti, Un dio greco e altre poesie e i saggi II problema delle aristocrazie e il popolo nel Novecento e La Germania nel dramma della sua storia.

## Opere
- La figlia del re Sole, Lanciano, G. Carabba, 1929.
- L'amore dei Giganti, Firenze, Vallecchi, 1937.
- Il problema delle aristocrazie e il popolo nel Novecento, Firenze, A. Vallecchi, 1939.
- Civiltà e borghesia, Rocca S. Casciano, Cappelli, 1940.
- Breve storia della Russia, Roma, Editrice cultura moderna, 1944.
- La Germania nel dramma della sua storia, Roma, Editrice cultura moderna, 1946.
- Un dio greco ed altre poesie, Roma, Centro editoriale d'Iniziativa, 1958.